# 上海禾聖実業
上海禾圣实业有限公司（英語: Hosem Animation Studio）は、1997年に台湾のアニメーターのグループによって設立された、中国の上海にある中国のアニメーションスタジオです。

## アメリカのアニメ
- Animal Stories
- Care Bears: Adventures in Care-a-lot
- チャウダー (Chowder)
- クロカドゥー! (Crocadoo)
- Dragon Hunters
- Galactik Football
- Horrid Henry
- Horseland
- Kenny the Shark
- The Lionhearts
- Mary-Kate and Ashley in Action!
- Pelswick
- トータリー・スパイズ!（Totally Spies!）

## 国内向けアニメーション
- 宝蓮灯 (上海美術電影製片廠)
- 僕らは歌狂だ（中国語版） (上海美術電影製片廠)